# Uście Solne
Uście Solne – wieś (dawniej miasto) w Polsce, położona w województwie małopolskim, w powiecie brzeskim, w gminie Szczurowa, na prawym brzegu Raby, opodal jej ujścia do Wisły.
Uście uzyskało lokację miejską przed 1360 rokiem, zdegradowane w 1933 roku. Uście było miastem królewskim położonym w końcu XVI wieku w tenucie usckiej w powiecie szczyrzyckim województwa krakowskiego. W latach 1975–1998 miejscowość administracyjnie należała do województwa tarnowskiego.

## Integralne części wsi
| SIMC    | Nazwa         | Rodzaj    |
| ------- | ------------- | --------- |
| 1048049 | Bliższe Łany  | część wsi |
| 0832031 | Błonie        | część wsi |
| 1048061 | Dalsze Łany   | część wsi |
| 0832054 | Skotnica      | część wsi |
| 0832060 | Stare Niedary | część wsi |
| 0832077 | Stare Uście   | część wsi |
| 0832083 | Zagonie       | część wsi |

## Historia
Etymologia nazwy Uście wiąże się z topograficznym położeniem przy ujściu rzeki, zaś przymiotnik Solne ma związek z solą, którą przez wieki, najpierw drogą wodną, a potem lądową sprowadzano z Bochni do tutejszego portu rzecznego.
Przywileje miejskie na prawie magdeburskim nadał Uściu Solnemu król Kazimierz Wielki 18 maja 1360. Była to prawdopodobnie wtórna lokacja, gdyż z zachowanych dokumentów wynika, że miasto Uście Solne, lokowane zapewne na tzw. prawie średzkim, istniało już znacznie wcześniej. Ponowna lokacja miasta podyktowana była zapewne korzyściami płynącymi z prawa magdeburskiego.
Nowe miasto wytyczono wtedy opodal Starego Uścia, niegdyś osobnej wsi, usytuowanej przy zbiegu Raby i Wisły. Do dziś widoczne są ziemne obwałowania, które chroniły skład soli, tzw. „solnisko”. Na Starym Uściu stał też kiedyś niewielki kościółek-kaplica pod wezwaniem św. Agaty, wraz z przyległym doń cmentarzem.
W dobie lokacji, poza Starym Uściem, miasto miało 24 mieszczan-gospodarzy, z których każdy otrzymał od króla po jednym łanie ziemi.
Na okres panowania ostatniego Piasta przypada okres bujnego rozkwitu miasta, które swój rozwój zawdzięczało głównie prowadzeniu handlu solą wydobywaną w żupach leżącej w górę Raby Bochni. O sile miejscowych mieszczan może świadczyć fakt, że w czasie pobytu króla w mieście 25 stycznia 1363 r., uzyskali oni zwolnienie z ceł w m.in. Opatowcu, Skalbmierzu, Nowym Mieście Korczynie, Proszowicach, Tarnowie i Jędrzejowie.
Z lokacją na wzór magdeburski wiązało się też wyznaczenie placu pod rynek, którego wielkość umożliwiłaby budowę na nim ratusza i odpowiedniej ilości jatek mięsnych, straganów piekarskich, szewskich itp. To, że w Uściu powstał rynek, jakiego nie mają ani Bochnia, ani Brzesko, ani królewskie Niepołomice, plac wielkością równy krakowskiemu, świadczy o perspektywach rozwoju jakie wówczas stały przed miastem.
Od lokacji miasta, oblicza się, że w Uściu były cztery budynki zwane ratuszami. Ostatni z nich spłonął wraz z kościołem i drewnianą zabudową miasta podczas pożaru w 1804 roku.
O drewnianym kościele w Uściu oraz o rodzinie Baczkowskich, uiszczających daniny na rzecz parafii w Uściu, Szczepanowie i Książnicach pisze na kartach powstałej w latach 1470–1480 „Liber beneficiorum” ksiądz Jan Długosz, nie precyzując, czy świątynia w Uściu była kościołem parafialnym, czy filialnym wobec Szczepanowa.
W pobliżu rynku i kościoła, o czym mówią zachowane źródła, przed 1596 r. istniała szkoła z domem dla plebana, organisty i sług kościoła, jak również szpitalik lub przytułek. Znaczna liczba studentów krakowskiego uniwersytetu pochodzących z Uścia świadczyć może o wysokim poziomie tutejszego nauczania.
Z Uścia pochodzi trzech rektorów Uniwersytetu Jagiellońskiego:
- Stanisław z Uścia (ok. 1382–1440), prawnik, profesor i rektor UJ w 1434 r., oficjał i wikariusz generalny gnieźnieński,
- ks. Jakub Papenkowic z Uścia, który dwa razy piastował godność rektorską w latach 1642–1643 i 1648–1649,
- Wojciech Papenkowic, bratanek ks. Jakuba, rektor w latach 1679–1681.

Uście Solne pozostawało znaczącym ośrodkiem na wiślanym szlaku solnym do końca I Rzeczypospolitej. Po rozbiorach Polski znalazło się w zaborze austriackim. Od 1782 r. należało do cyrkułu bocheńskiego. W wydanym po raz pierwszy w 1786 r. dziełku pt. „Geografia (...) Galicyi i Lodomeryi” jego autor, hrabia Ewaryst Andrzej Kuropatnicki, tak pisał o miejscowości (określanej jako Ujście solne): Przedtem składem solnym, teraz komorą celną i przewozem na Wiśle sławne. Upadek gospodarczy miasta rozpoczął się z pocz. XIX w., wraz z przeniesieniem składu solnego i budową portu rzecznego przez Austriaków w Świniarach.
W 1934 r. w wyniku reformy administracyjnej miejscowość została pozbawiona praw miejskich i ustanowiono w niej siedzibę gminy wiejskiej, funkcjonującej do 1954 roku.

## Zabytki
Obiekty wpisane do rejestru zabytków nieruchomych województwa małopolskiego.
- kościół Nawrócenia św. Pawła wraz z otoczeniem,
- cmentarz wojenny nr 319 z I wojny światowej – łącznie jest pochowanych 36 żołnierzy. Wśród znanych: Elias Pasieka, Joann Bomber(Bomba), Aleksy Sabat, Ludwig Koczowański, Josef Hermann, Jakob Pukala, Michael Heglowitz.

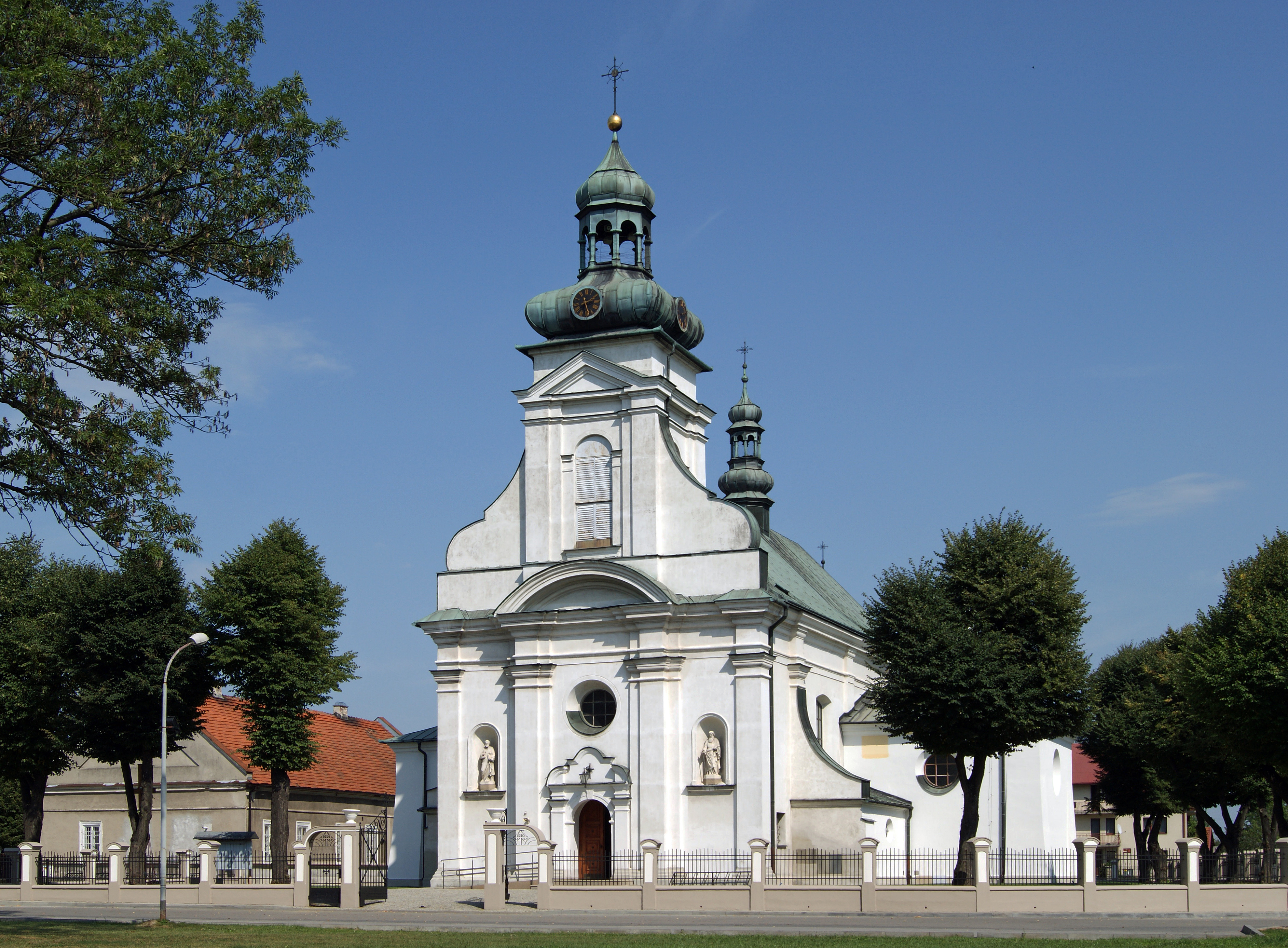
Parafialny kościół Nawrócenia św. Pawła
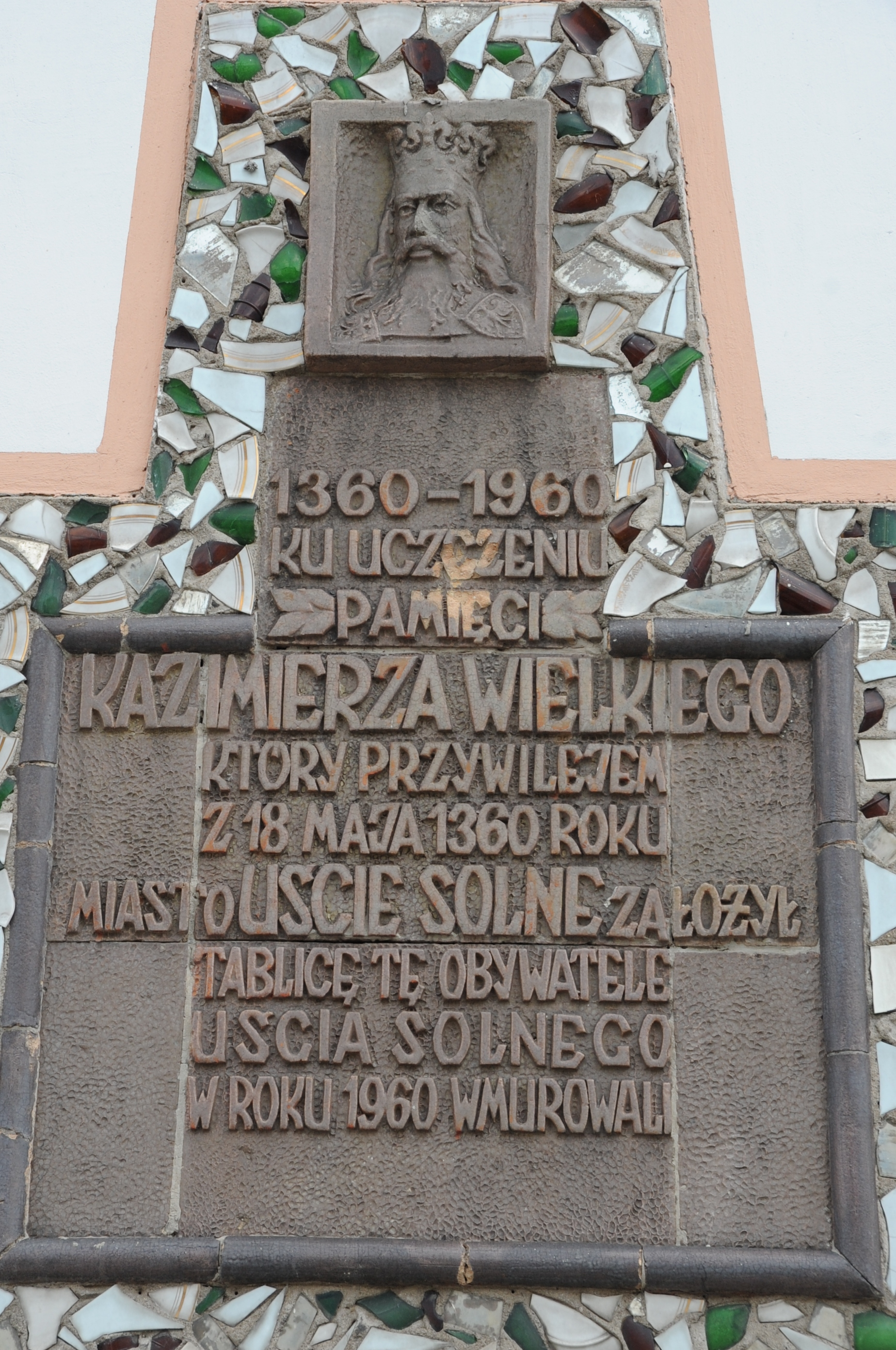
Tablica pamiątkowa w Uściu Solnym
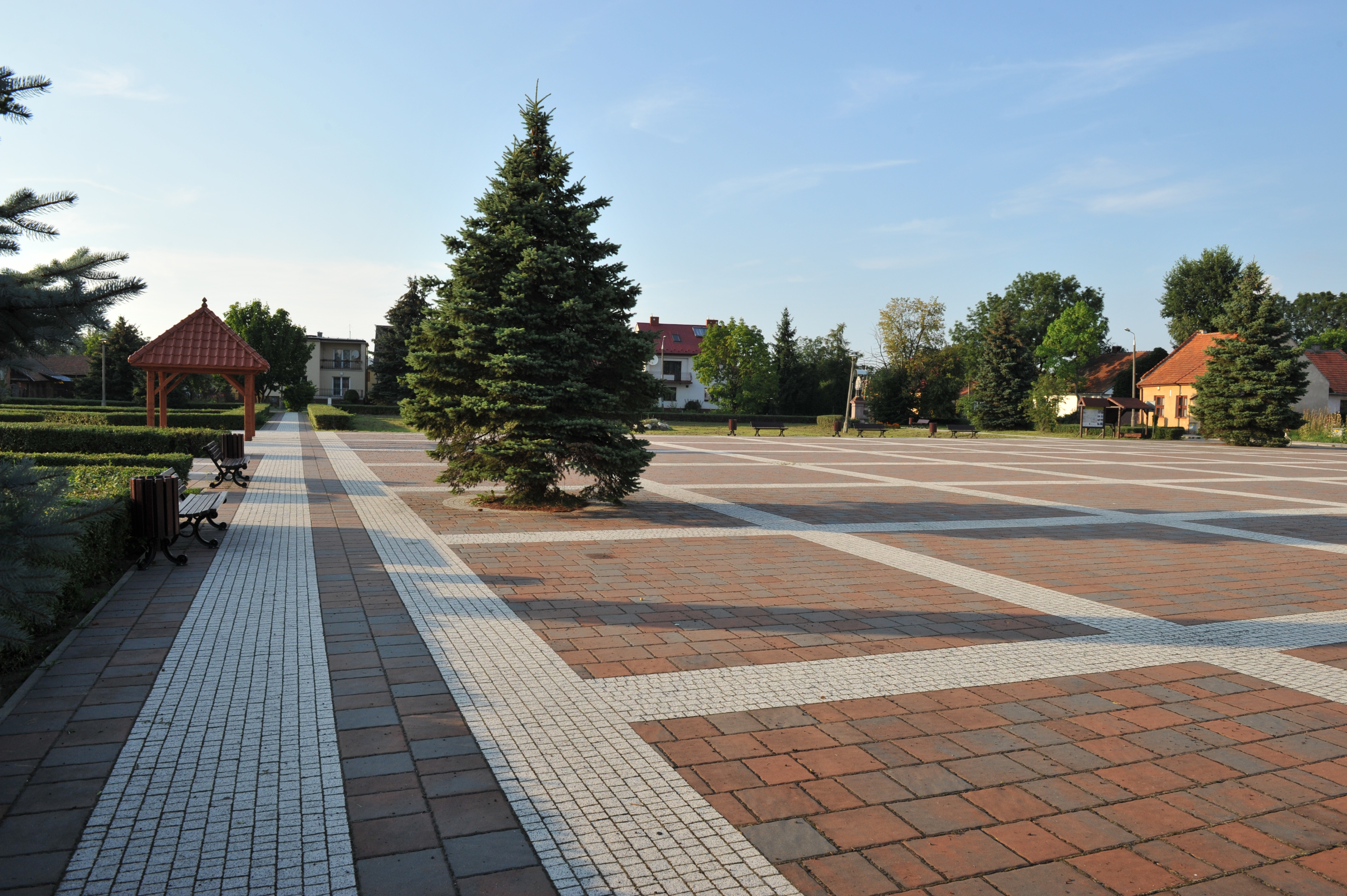
Rynek
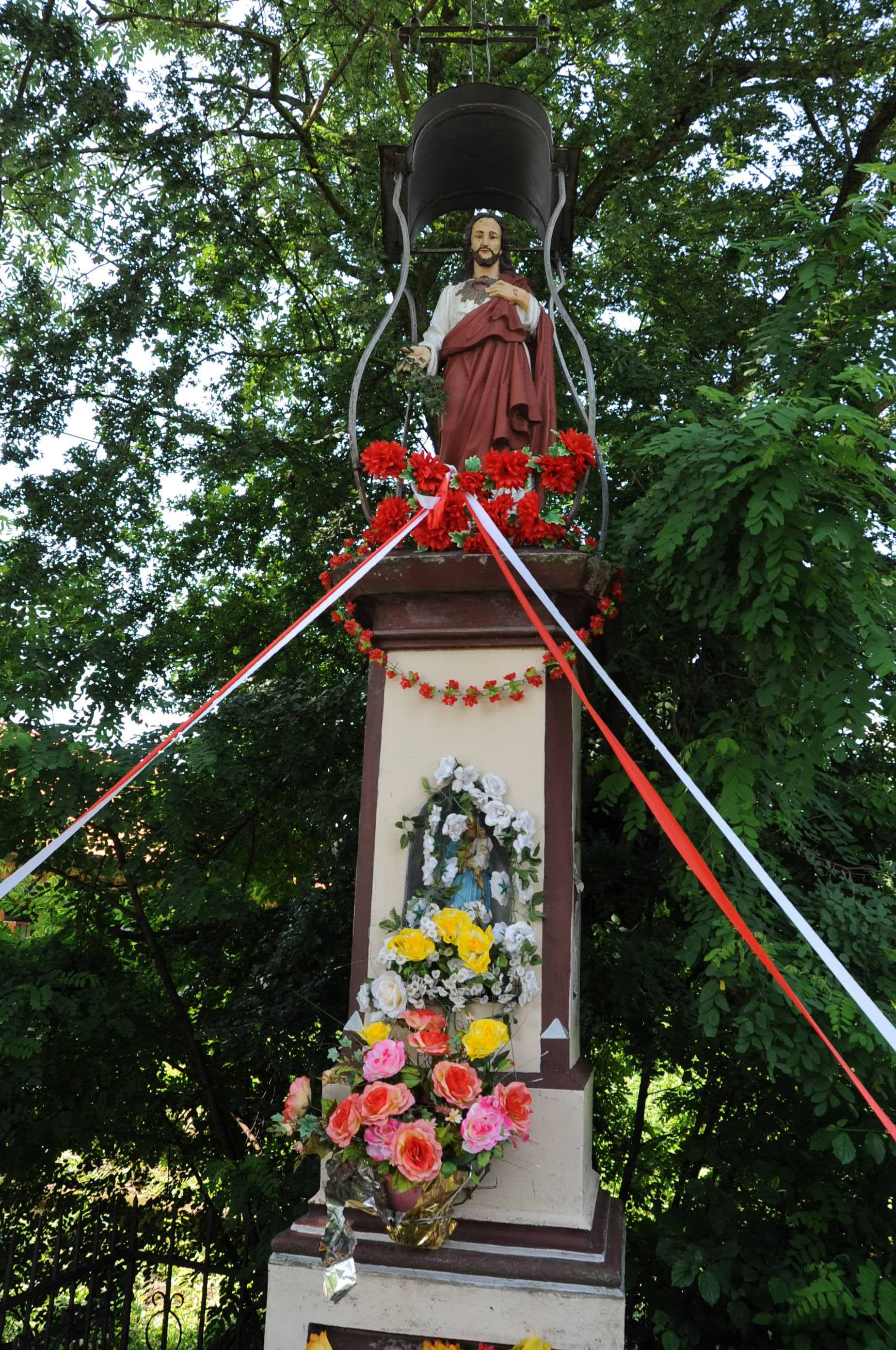
Figura przydrożna
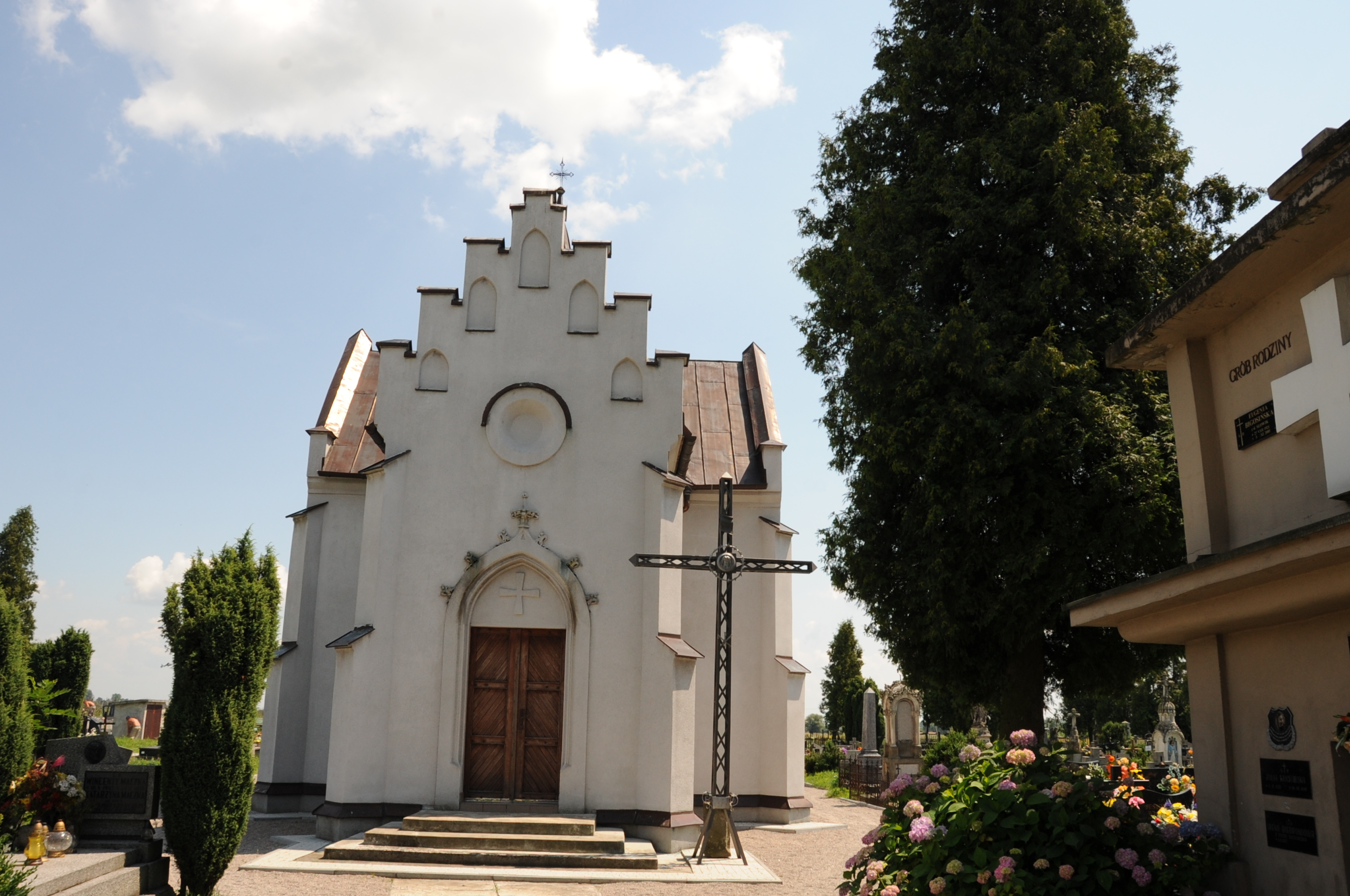
Kaplica na miejscowym cmentarzu
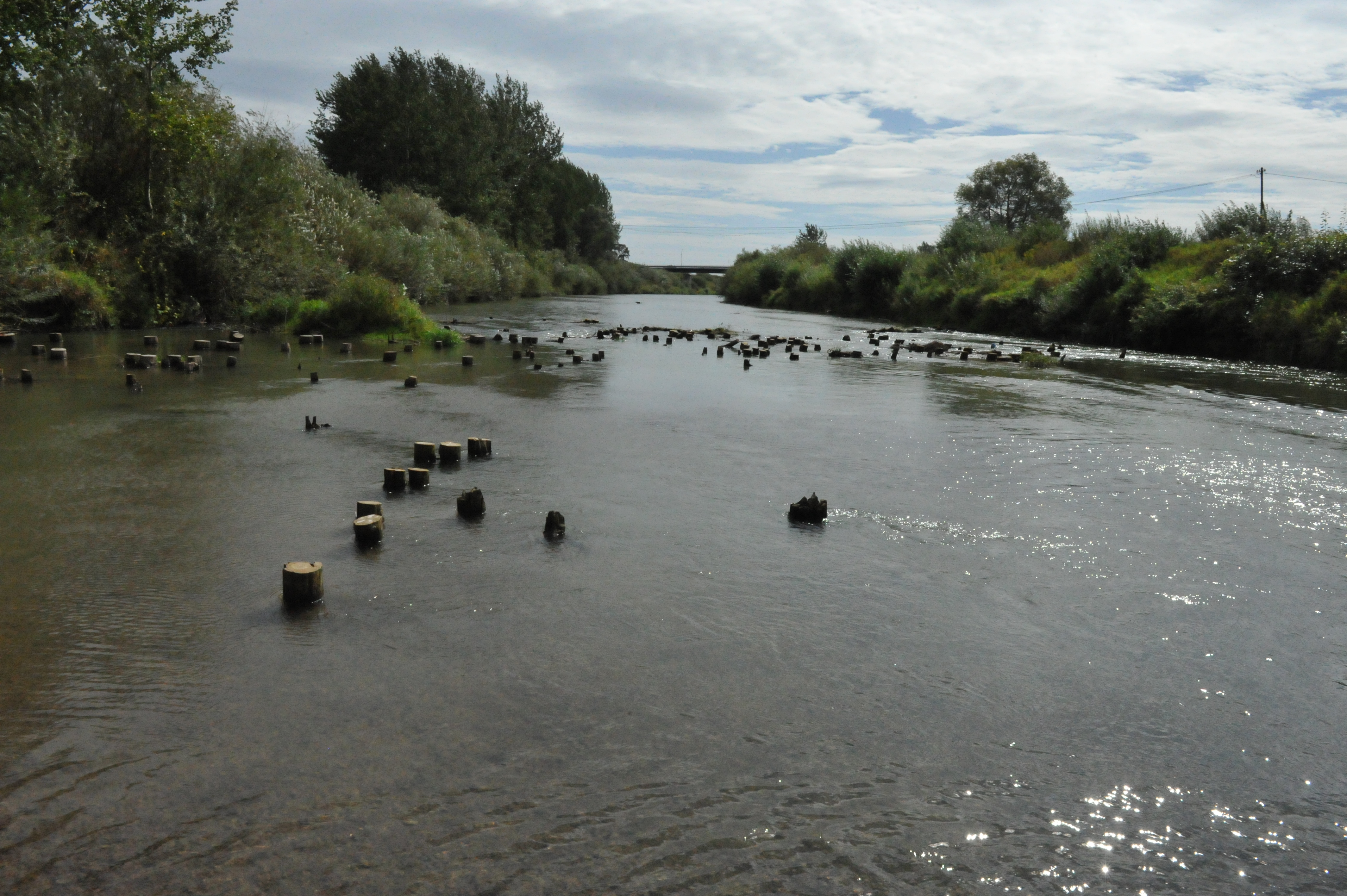
Raba w Uściu Solnym. Pozostałości drewnianego mostu
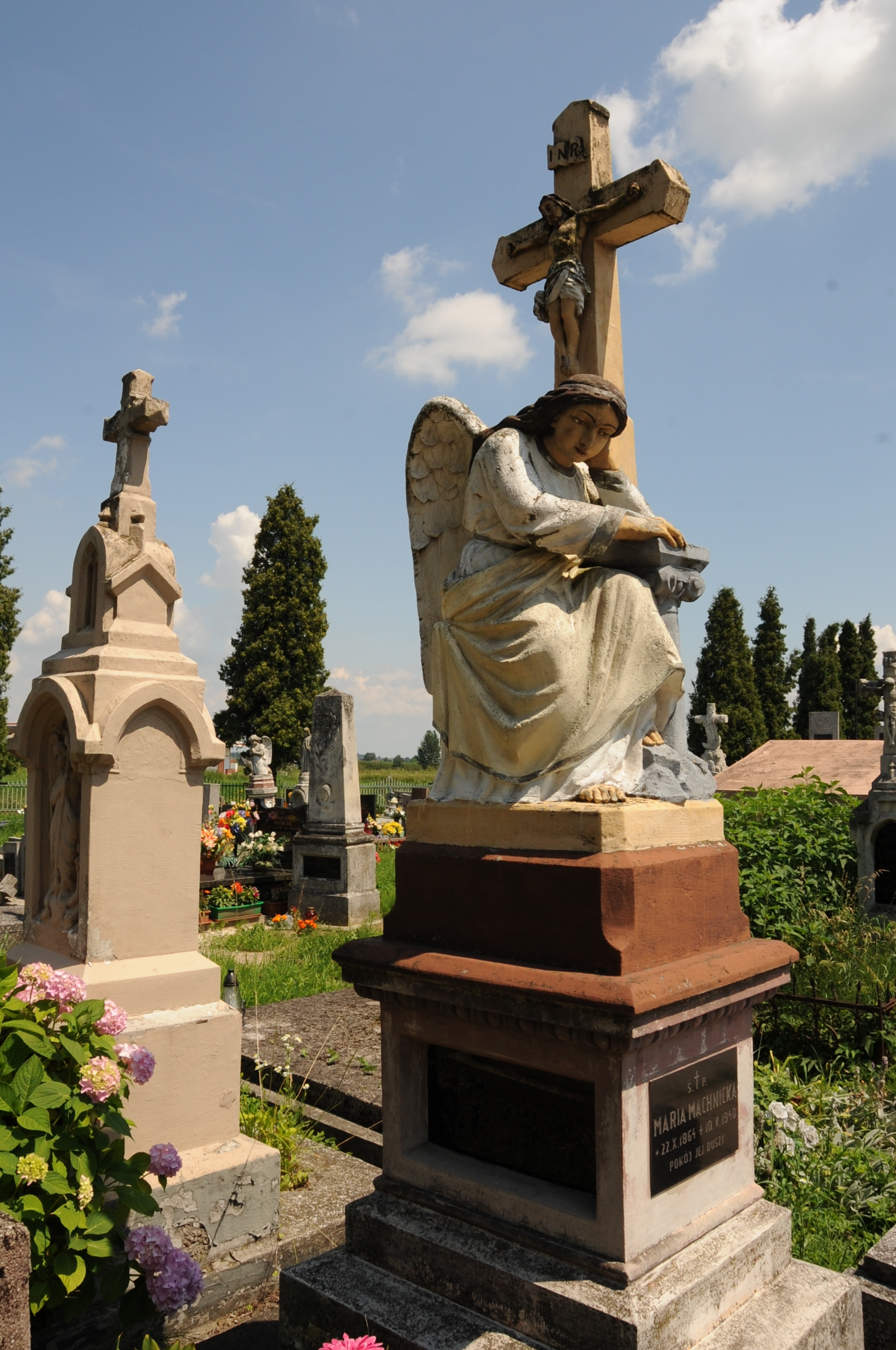
Zabytkowe pomniki na cmentarzu
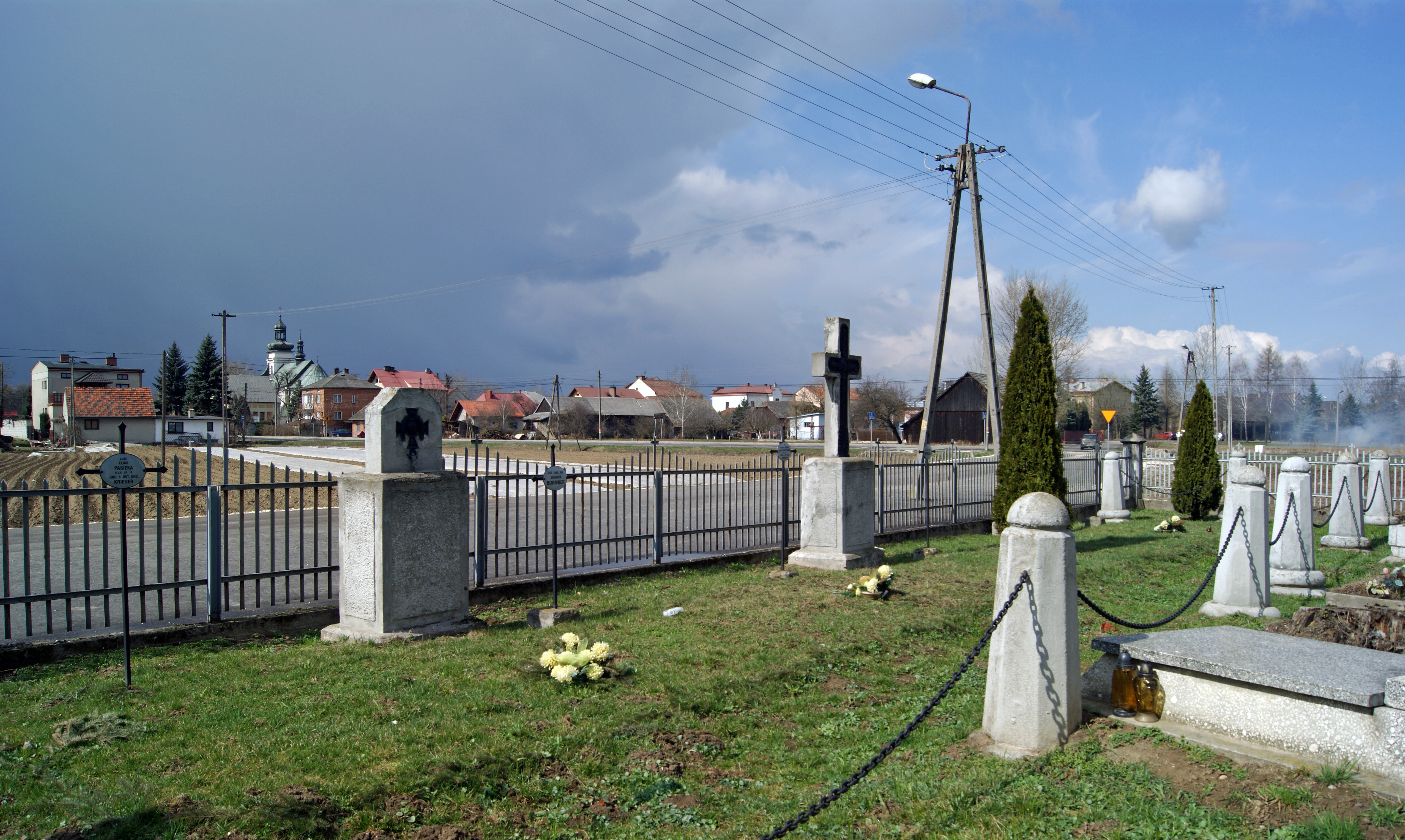
Cmentarz wojenny nr 319 i widok miejscowości ze wschodu